# 콜린 윙
콜린 윙(영어: Colleen Wing)은 마블 코믹스의 슈퍼히어로 무술가 캐릭터로, 아이언 피스트의 사이드킥이다. 1974년 11월 《마블 프리미어》 19호에 처음 등장했고, 더그 먼치와 래리 하마가 공동 창작하였다.

## 담당 배우

### TV 드라마
- 아이언 피스트(2017) - 제시카 헤닉
  - 디펜더스(2017) - 제시카 헤닉